# Ailanganselkä
Ailanganselkä är en ås i Finland. Den ligger i Posio i landskapet Lappland, i den norra delen av landet, 700 km norr om huvudstaden Helsingfors. Ailanganselkä ligger vid sjön Kiekkijärvi.